# Egbert van 't Oever Aanmoedigingsprijs
De Egbert van 't Oever Aanmoedigingsprijs is sinds 2002 een schaatsprijs die vernoemd is naar oud-langebaanschaatser en schaatscoach Egbert van 't Oever voor de meest veelbelovende langebaanschaats(st)er van het jaar. Guusje van ’t Oever overhandigt de prijs samen met een geldbedrag.
Van 2002 tot en met 2006 werden er twee prijzen uitgereikt, voor elk geslacht één, sinds 2007 wordt er nog maar één prijs uitgereikt. In 2017 werden bij uitzondering twee prijzen uitgereikt. Vaak gaat de prijs naar schaatsers die goed gepresteerd hebben op het WK junioren.

## Winnaars
| Jaar | Schaatser v/h jaar                     | Schaatsster v/h jaar                   |
| ---- | -------------------------------------- | -------------------------------------- |
| 2002 | Arjen van der Kieft                    | Tessa van Dijk                         |
| 2003 | Tim Roelofsen                          | Natasja Bruintjes                      |
| 2004 | Jan Smeekens                           | Brecht Kramer                          |
| 2005 | Kai Bloetjes                           | Brecht Kramer                          |
| 2006 | Koen Verweij                           | Inge Bervoets                          |
| 2007 | Manon Kamminga                         | Manon Kamminga                         |
| 2008 | Marrit Leenstra                        | Marrit Leenstra                        |
| 2009 | Koen Verweij                           | Koen Verweij                           |
| 2010 | Lotte van Beek                         | Lotte van Beek                         |
| 2011 | Pien Keulstra                          | Pien Keulstra                          |
| 2012 | Thomas Krol                            | Thomas Krol                            |
| 2013 | Antoinette de Jong                     | Antoinette de Jong                     |
| 2014 | Kai Verbij                             | Kai Verbij                             |
| 2015 | Patrick Roest                          | Patrick Roest                          |
| 2016 | Marcel Bosker                          | Marcel Bosker                          |
| 2017 | Chris Huizinga                         | Jutta Leerdam                          |
| 2018 | Joy Beune                              | Joy Beune                              |
| 2019 | Femke Kok                              | Femke Kok                              |
| 2020 | Femke Kok                              | Femke Kok                              |
| 2021 | niet uitgereikt vanwege Coronapandemie | niet uitgereikt vanwege Coronapandemie |
| 2022 | Joep Wennemars                         | Joep Wennemars                         |